# 3618 Kuprin
3618 Kuprin (1979 QP8) là một tiểu hành tinh vành đai chính được phát hiện ngày 20 tháng 8 năm 1979 bởi N. Chernykh ở Nauchnyj.